# Kanał krasowy

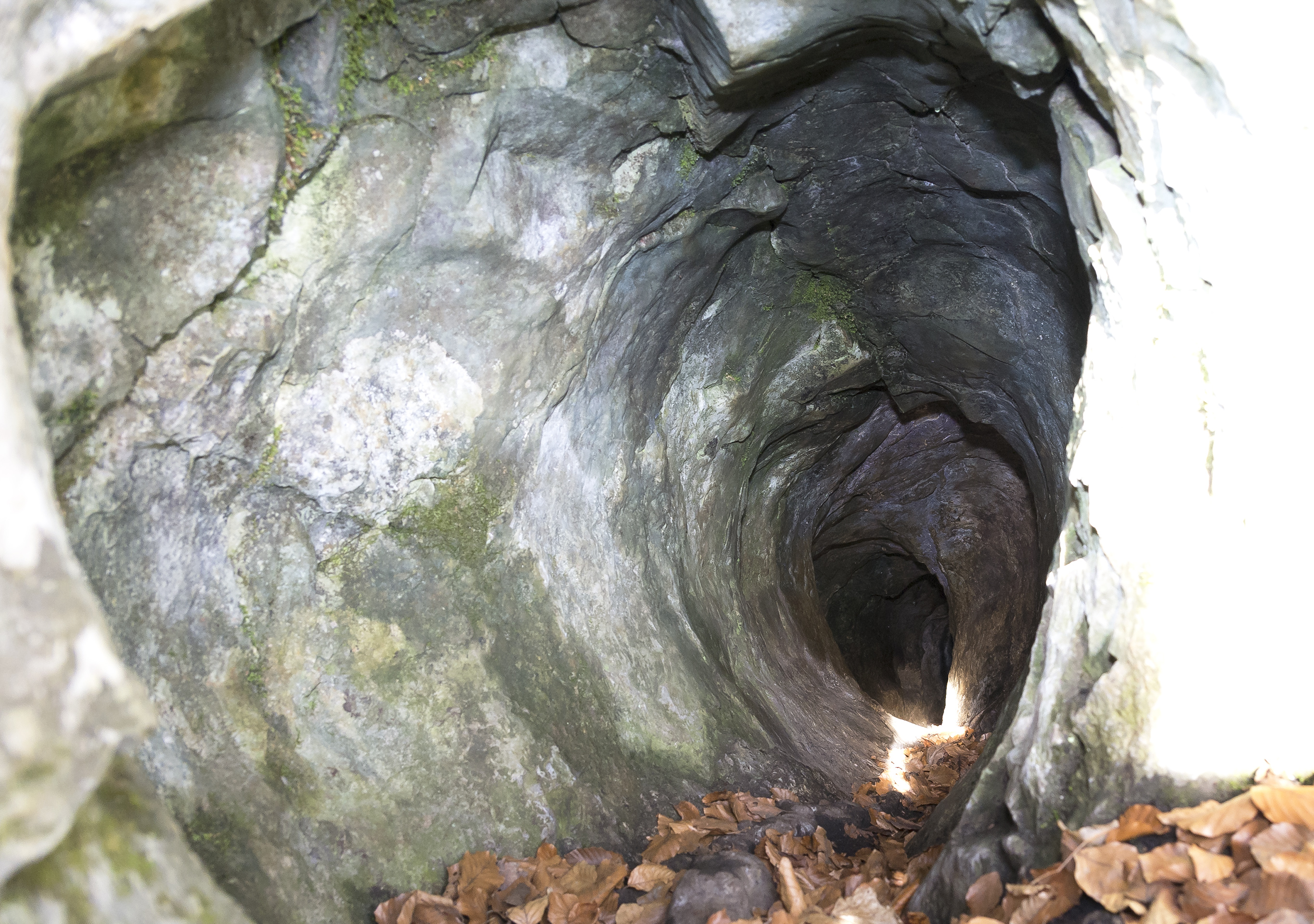
Kanał krasowy w Jaskini Beczkowej

Kanał krasowy – podziemna podłużna kanałowata szczelina, o średnicy od kilku cm do kilkudziesięciu metrów, umożliwiająca przepływ wód krasowych.
Typowymi kanałami krasowymi w jaskiniach są: korytarze jaskiniowe, rury, kominy krasowe, studnie krasowe.